# 6679 Gurzhij
6679 Gurzhij eller 1969 UP1 är en asteroid i huvudbältet som upptäcktes den 16 oktober 1969 av den ryska astronomen Ljudmila Tjernych vid Krims astrofysiska observatorium på Krim. Den har fått sitt namn efter den sovjetisk-ukrainske vetenskapsmannen Andrij Hurzjij.
Asteroiden har en diameter på ungefär fyra kilometer.